# چا جو یونگ
چا جو یونگ (کره‌ای: 차주영؛ زادهٔ ۵ ژوئن ۱۹۹۰) بازیگر اهل کره جنوبی است. او بیشتر به خاطر ایفای نقش در تابه عشق، شعبده بازان و جاسوس‌هایی که عاشقم بودند شناخته می‌شود.

## فیلم‌شناسی

### مجموعه تلویزیونی
| سال  | عنوان                    | نقش           | منابع        |        |
| ---- | ------------------------ | ------------- | ------------ | ------ |
| ۲۰۱۴ | دکتر فراست               | لی جی هه      |              | [ ۴ ]  |
| ۲۰۱۵ | دوست‌پسر بدبخت من         | چا جو یونگ    |              | [ ۵ ]  |
| ۲۰۱۵ | پنیر در تله              | نام جو یون    |              | [ ۶ ]  |
| ۲۰۱۶ | جنتلمن خیاطی وول‌گه‌سو     | چوی جی یون    |              | [ ۷ ]  |
| ۲۰۱۶ | عشق در مهتاب             | ئه شیم یی     |              | [ ۸ ]  |
| ۲۰۱۷ | فروزن لاو                | یون شی یونگ   |              | [ ۹ ]  |
| ۲۰۱۷ | شعبده بازان              | ما بو نا      |              | [ ۱۰ ] |
| ۲۰۱۸ | تابه عشق                 | سول دا هی     |              | [ ۱۱ ] |
| ۲۰۲۰ | جاسوس‌هایی که عاشقم بودند | هوانگ سو را   |              | [ ۱۲ ] |
| ۲۰۲۱ | کیمرا                    | کیم هیو کیونگ |              | [ ۱۳ ] |
| ۲۰۲۲ | زندگی دوباره من          | هان جی هیون   |              | [ ۱۴ ] |
| ۲۰۲۳ | آیدل بهشتی               | ردلین         | حضور افتخاری | [ ۱۵ ] |
| ۲۰۲۳ | اصل کاری                 | جانگ سه جین   |              | [ ۱۶ ] |
| ۲۰۲۴ | ملکهٔ تاج‌گذار             | ملکه وون‌گیونگ |              | [ ۱۷ ] |

### مجموعه اینترنتی
| سال       | عنوان           | نقش         | توضیحات  | منابع  |
| --------- | --------------- | ----------- | -------- | ------ |
| ۲۰۲۲      | سلاح نهایی آلیس | یانگ یانگ   |          | [ ۱۸ ] |
| ۲۰۲۲–۲۰۲۳ | افتخار          | چوی هه جونگ | پارت ۱–۲ | [ ۱۹ ] |

## جوایز و نامزدی‌ها
| سال  | مراسم جوایز         | دسته                      | نامزد / اثر              | نتیجه    | منابع  |
| ---- | ------------------- | ------------------------- | ------------------------ | -------- | ------ |
| ۲۰۱۸ | جوایز درامای کی‌بی‌اس | بهترین بازیگر تازه‌کار زن  | شعبده بازان              | نامزدشده | [ ۲۰ ] |
| ۲۰۲۰ | جوایز درامای ام‌بی‌سی | بهترین بازیگر تقش مکمل زن | جاسوس‌هایی که عاشقم بودند | نامزدشده | [ ۲۱ ] |